# Мінберн (Айова)
Мінберн (англ. Minburn) — місто (англ. city) в США, в окрузі Даллас штату Айова. Населення — 325 осіб (2020).

## Географія
Мінберн розташований за координатами 41°45′28″ пн. ш. 94°1′42″ зх. д. / 41.75778° пн. ш. 94.02833° зх. д. (41.757842, -94.028361).  За даними Бюро перепису населення США в 2010 році місто мало площу 0,72 км², уся площа — суходіл. В 2017 році площа становила 0,67 км², уся площа — суходіл.

## Демографія
Згідно з переписом 2010 року, у місті мешкало 365 осіб у 154 домогосподарствах у складі 104 родин. Густота населення становила 504 особи/км².  Було 163 помешкання (225/км²).
Расовий склад населення:
| - 98,1 % — білих - 0,8 % — корінних американців - 0,3 % — чорних або афроамериканців - 0,3 % — азіатів |

До двох чи більше рас належало 0,3 %. Частка іспаномовних становила 1,1 % від усіх жителів.
За віковим діапазоном населення розподілялося таким чином: 24,1 % — особи молодші 18 років, 63,0 % — особи у віці 18—64 років, 12,9 % — особи у віці 65 років та старші. Медіана віку мешканця становила 38,6 року. На 100 осіб жіночої статі у місті припадало 97,3 чоловіків;  на 100 жінок у віці від 18 років та старших — 97,9 чоловіків також старших 18 років.
Середній дохід на одне домашнє господарство  становив 52 105 доларів США (медіана — 44 318), а середній дохід на одну сім'ю — 59 276 доларів (медіана — 55 250). За межею бідності перебувало 5,5 % осіб, у тому числі 0,0 % дітей у віці до 18 років та 5,9 % осіб у віці 65 років та старших.
Цивільне працевлаштоване населення становило 160 осіб. Основні галузі зайнятості: освіта, охорона здоров'я та соціальна допомога — 16,9 %, роздрібна торгівля — 12,5 %, сільське господарство, лісництво, риболовля — 12,5 %.